# Geltendorf
Geltendorf – miejscowość i gmina w Niemczech, w kraju związkowym Bawaria, w rejencji Górna Bawaria, w regionie Monachium, w powiecie Landsberg am Lech. Leży około 15 km na północny wschód od Landsberg am Lech, przy liniach kolejowych Monachium – Memmingen i Augsburg - Weilheim in Oberbayern ze stacją Geltendorf.

## Dzielnice
- Geltendorf
- Hausen
- Kaltenberg
- Wabern
- Walleshausen
- Petzenhofen
- Jedelstetten
- Unfriedshausen

## Demografia
| Rok  | Liczba mieszk. |
| ---- | -------------- |
| 1970 | 3 249          |
| 1987 | 3 850          |
| 2000 | 5 225          |
| 2005 | 5 697          |

### Struktura wiekowa
Dane o ludności z 31 grudnia 2008:
| Opis                                | Ogółem | Ogółem | Kobiety | Kobiety | Mężczyźni | Mężczyźni |
| ----------------------------------- | ------ | ------ | ------- | ------- | --------- | --------- |
| Jednostka                           | osób   | %      | osób    | %       | osób      | %         |
| Populacja                           | 5618   | 100    | 2835    | 50,46   | 2783      | 49,54     |
| Wiek przedprodukcyjny (0–17 lat)    | 1175   | 20,91  | 570     | 10,15   | 605       | 10,77     |
| Wiek produkcyjny (18–65 lat)        | 3532   | 62,87  | 1765    | 31,42   | 1767      | 31,45     |
| Wiek poprodukcyjny (powyżej 65 lat) | 911    | 16,22  | 500     | 8,9     | 411       | 7,32      |

## Polityka
Wójtem gminy jest Wilhelm Lehmann z CSU, rada gminy składa się z 20 osób.
|      | CSU | SPD | FB | Zieloni | ödp | Razem |
| 2008 | 9   | 6   | 2  | 2       | 1   | 20    |
| 2002 | 10  | 6   | 2  | 1       | 1   | 20    |

## Współpraca
Miejscowości partnerskie:
- Saint-Victor-sur-Loire, Francja
- Schaidt – dzielnica Wörth am Rhein, Nadrenia-Palatynat

## Oświata
W gminie znajduje się przedszkole (218 miejsc) oraz  szkoła podstawowa z częścią Hauptschule (18 nauczycieli, 303 uczniów).